# David Thompson (Fußballspieler)
David Anthony Thompson (* 12. September 1977 in Birkenhead) ist ein ehemaliger englischer Fußballspieler.

## Karriere
Der erste Profiverein von Thompson war der FC Liverpool, bei dem er als Jugendlicher unterschrieb und dort ebenfalls in der Jugendmannschaft spielte. Am 19. August 1996 gab der Mittelfeldspieler sein Debüt für die Reds in der Premier League gegen den FC Arsenal. 1997 wurde der Engländer zu Swindon Town verliehen. Dort absolvierte er zehn Pflichtspiele. Weiter ging es im Sommer 2000 nach 48 Spielen und fünf Toren für den FC Liverpool zu Coventry City. Nach dem großen Erfolg mit Coventry – dem Aufstieg – ging es weiter Richtung Blackburn zu den Blackburn Rovers, denen er vier Jahre lang die Treue hielt. Die Höhepunkte der Zeit bei den Rovers waren zwei Nominierungen für Länderspiele der englischen Fußballnationalmannschaft. Thompson kam aber bei den Spielen gegen die Slowakei und Mazedonien nicht zum Einsatz. Zuvor spielte er schon sieben Mal (bei einem Tor) für die U-21-Auswahl Englands. 2006 wechselte der 170 cm große Mittelfeldspieler zu Wigan Athletic, nachdem diese den Aufstieg in die Premier League schafften. Nach zehn Spielen bei den Latics spielte er in den Jahren 2006 bzw. 2007 beim FC Portsmouth. Seit dem 31. Januar 2007 stand Thompson bei den Bolton Wanderers unter Vertrag. Im Herbst 2007 beendete er seine aktive Karriere.